# La Gloria y los Pegasos

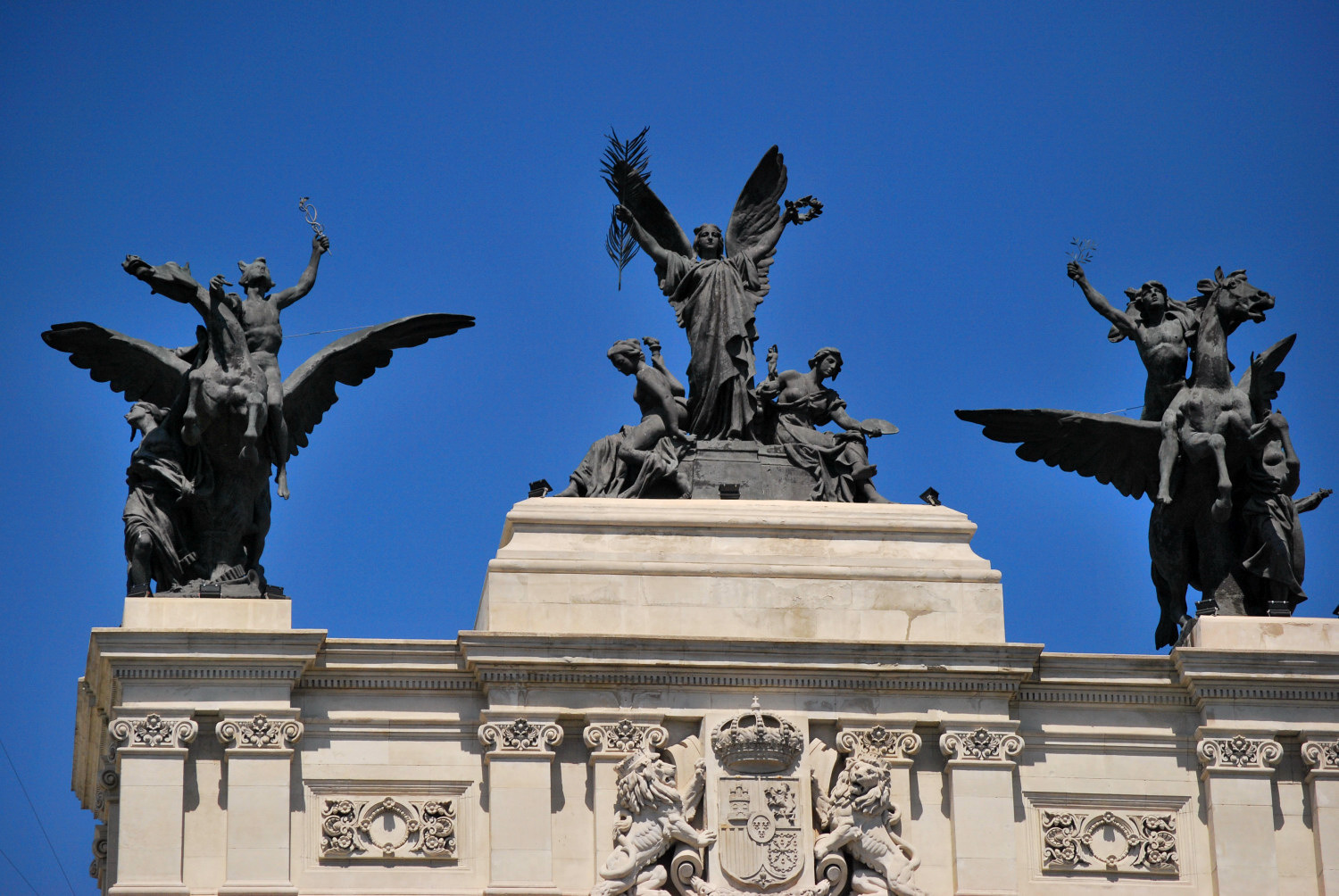
La Gloria y los Pegasos encumbrando de la sede del Ministerio de Agricultura, el denominado Palacio de Fomento.

La Gloria y los Pegasos es un conjunto escultórico alegórico de tipo monumental, obra de Agustín Querol de 1905, del que actualmente existen dos versiones en Madrid (España): una copia en bronce, encumbrando el Palacio de Fomento (sede del Ministerio de Agricultura), y el grupo original, en mármol, en la plaza de Legazpi y la Glorieta de Cádiz.

## Historia
Entre 1893 y 1897 se construyó en el número 1 del paseo de la Infanta Isabel, según proyecto de Ricardo Velázquez Bosco, el edificio que sería sede del Ministerio de Fomento (actualmente Ministerio de Agricultura, Pesca y Alimentación), el palacio de Fomento. Como parte de la decoración escultórica del mismo, se decidió ubicar, sobre el ático del cuerpo central de la fachada principal, una alegoría del Progreso. El artista encargado de realizarla fue el español Agustín Querol Subirats (Tortosa, 1860 – Madrid, 1909), quien ideó un conjunto escultórico de tamaño colosal compuesto por tres partes exentas: La Gloria (una victoria alada junto a las alegorías de la Ciencia y el Arte), y a ambos lados de ella, dos Pegasos acompañados por figuras humanas que simbolizan la Agricultura y la Industria (izquierda) y la Filosofía y las Letras (derecha).
Querol envió a Carrara (localidad italiana notoria por sus canteras de mármol de alta calidad) un molde de las esculturas para que marmolistas italianos efectuaran su ejecución final. Tras solventar varias vicisitudes durante su viaje desde allá hasta Madrid y la posterior subida a la azotea (debidas a su gran envergadura y peso), fueron finalmente colocadas en el Ministerio en 1905.

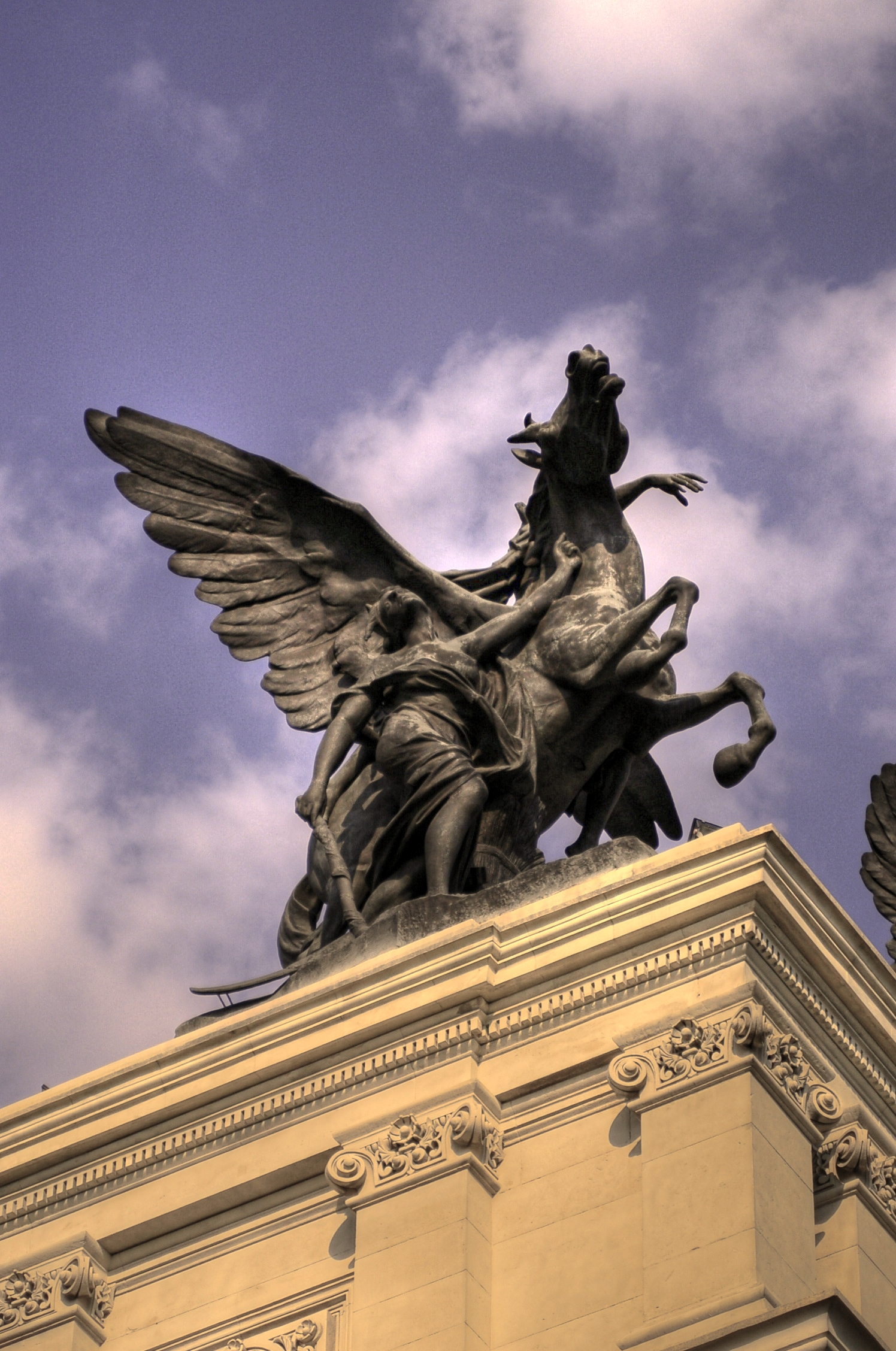
La Agricultura junto al Pegaso izquierdo, en el Ministerio de Agricultura.

Los daños sufridos durante la Guerra Civil y las inclemencias meteorológicas padecidas a lo largo del tiempo deterioraron el conjunto, del que fueron desprendiéndose varios fragmentos. Uno de ellos, de unos 20 kilos de peso, cayó a principios de los años sesenta frente al pórtico de entrada del Ministerio. Por ello, y dado el peligro existente de derrumbe, en marzo de 1976 las esculturas fueron reemplazadas por réplicas de bronce, realizadas por Juan de Ávalos mediante la técnica del vaciado. Las originales tuvieron que ser fraccionadas para facilitar su retirada.
En 1992, continuando la labor que las Escuelas Taller del Ayuntamiento de Madrid venían haciendo desde unos años antes, un equipo de especialistas inició la fase final de restauración de los mármoles de Querol. En febrero de 1997 se instalaron en la plaza de Legazpi los dos llamados Pegasos. Por su enorme peso, que dificultaba el anclaje al suelo, las alas de mármol tuvieron que ser sustituidas por otras de fibra de vidrio. En 1998 La Gloria, rodeada por una fuente circular, se emplazó en el centro de la Glorieta de Cádiz.
El 26 de abril de 2005, con motivo de las obras de la M-30 (vía que pasa bajo la plaza de Legazpi) que hacían peligrar su estabilidad, los dos grupos de los Pegasos fueron retirados. Tras el fin de los trabajos subterráneos, se volvió a colocar solo uno de ellos; el otro se encuentra actualmente en unas dependencias municipales, en la calle del Áncora, casi en la esquina con la de Méndez Álvaro.

## Descripción y significado
Querol diseñó una obra basada en elementos de la mitología clásica para reflejar una visión global del Progreso (la idea alegórica fundamental), tanto en su vertiente material como intelectual y espiritual. El conjunto se divide en tres partes que son a su vez grupos de tres figuras simbólicas cada uno, cuya unión crea un significado particular.

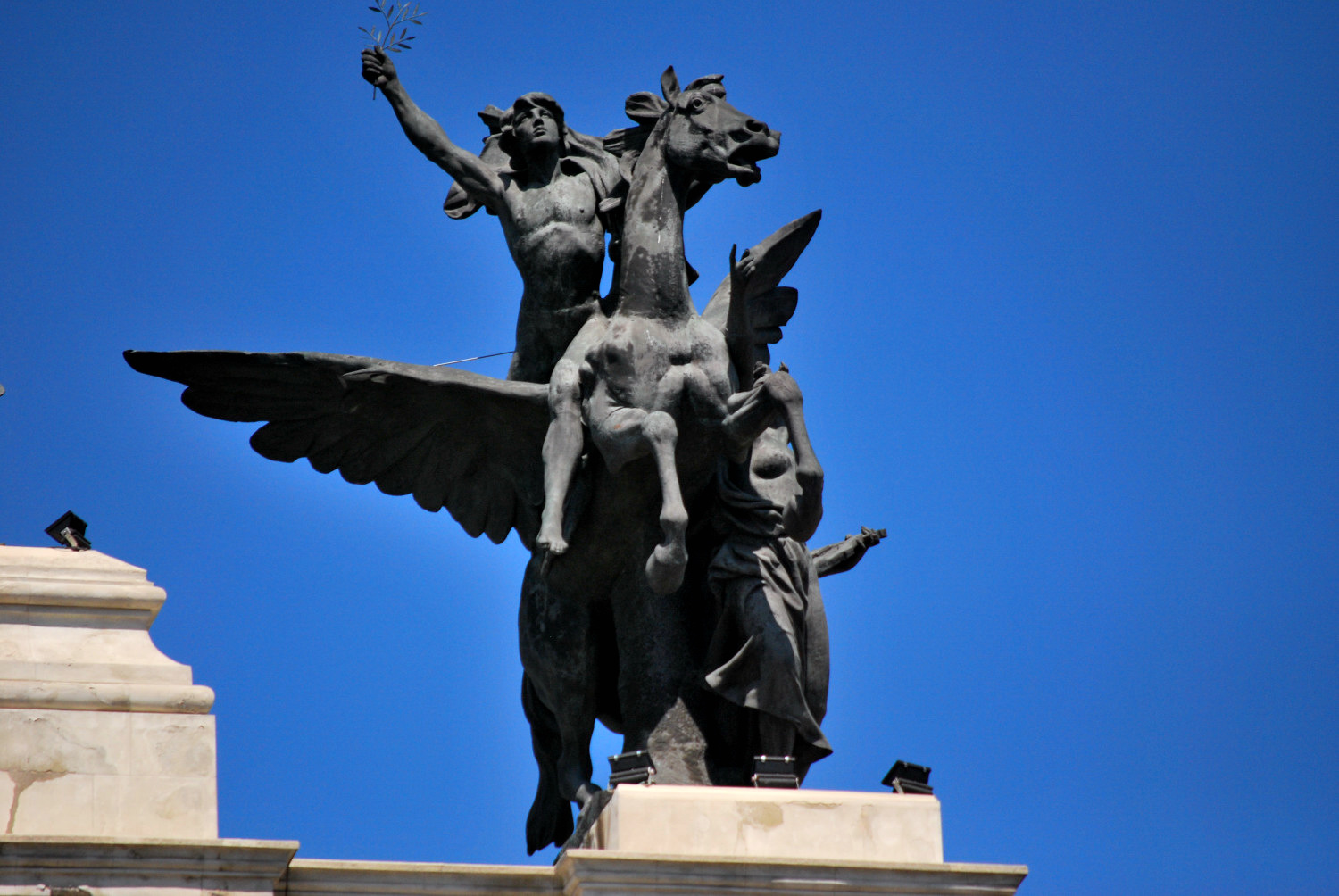
La Sabiduría sobre el Pegaso derecho, en el Ministerio de Agricultura.

Tomando como referencia las posiciones de dichos grupos en el Ministerio, el ubicado a la izquierda de La Gloria simboliza el progreso material. Una figura femenina (la Agricultura) porta un arado en la mano derecha mientras toma con la otra las riendas del Pegaso (símbolo de la velocidad), que figura apoyado sobre sus patas traseras y en ademán de emprender el vuelo. En él está montada una figura masculina (la Industria) que extiende su brazo izquierdo exhibiendo un caduceo (atributo propio de Mercurio, dios romano asociado al comercio). Bajo el caballo alado, se aprecian una gavilla de trigo y dos ruedas dentadas, en clara alusión a la agricultura y a la industria respectivamente. Cabe añadir además, en relación con el comercio, que la figura de Pegaso aparece en las monedas acuñadas por algunas antiguas ciudades griegas, especialmente Corinto y las colonias helénicas (como Ampurias) de la península ibérica.

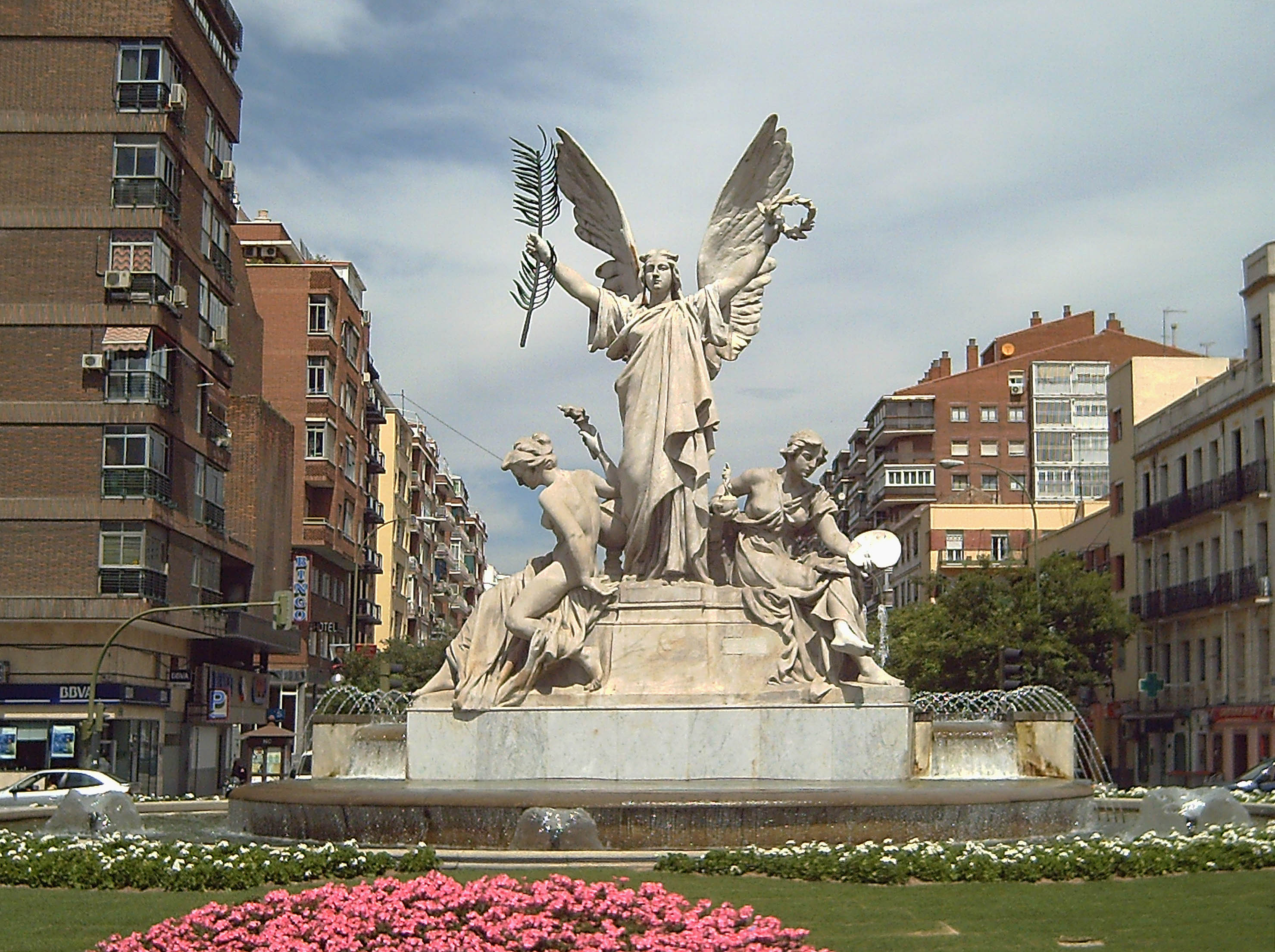
La Gloria, presidiendo la glorieta de Cádiz.

En el otro extremo, y siguiendo una estructura análoga a la anterior, se encuentra la alegoría del progreso intelectual y literario. También es aquí una figura femenina (en este caso la Literatura) la que está de pie junto a Pegaso (que también es símbolo de la Poesía) por el lado exterior. En su mano izquierda sostiene una lira, objeto representativo de la Poesía. Sobre el caballo, que se presenta en una postura muy similar al caso anterior, una figura masculina (la Sabiduría) alza su brazo derecho empuñando una rama de laurel, árbol sagrado de Apolo, dios clásico del saber.
También es digno de señalar que en la plaza de Legazpi estas dos esculturas descritas estuvieran situadas en una fuente, pues Pegaso es un animal mitológico fuertemente vinculado al agua, un elemento que aparece con profusión en las leyendas relacionadas con él. De hecho, parece ser que la etimología de su nombre nos remite a la palabra griega pegé, que significa precisamente "fuente".
El tercer grupo, ya citado, es La Gloria, que se sitúa entre los dos Pegasos en el caso del Ministerio, y en la Glorieta de Cádiz en el del original en mármol restaurado. Las tres figuras alegóricas que lo integran son femeninas. La central, que da nombre a toda la escultura, adopta la forma arquetípica de la victoria alada, pues otorga símbolos de triunfo a las dos alegorías que la flanquean: la Ciencia (izquierda) y el Arte (derecha). Dichos símbolos son una rama de palma y una corona de laurel, que se entregaban a los vencedores de los Juegos Píticos de Delfos, celebrados en la Antigua Grecia en honor a Apolo. La Ciencia porta en su mano derecha una antorcha (emblema de la luz del Conocimiento) y está apoyada en un globo terráqueo. El Arte lleva una paleta de pintor en la mano izquierda (alusión a la Pintura) al tiempo que apoya el codo derecho sobre un capitel corintio (representación de la Arquitectura) y muestra en la mano derecha una estatuilla (Escultura).